# Perfume Portfolio
Perfume Portfolio（パフューム・ポートフォリオ）とは、日本のテクノポップユニット、Perfumeが最初に出したフォトブックである。2008年12月17日に発売された。

## 概要
撮影のため上海に行ったり、メンバー間での2ショットなど、すべて撮りおろしの写真で構成され、さらに巻末には、メンバーのロングインタビューも掲載されている。

## 限定特典
2008年12月7日までにアミューズ公式オンラインショップ「ASMART」「ワニブックス通販」を通じて予約注文すると、
- 「通常版ブックカバー」に加え、フォトブックのアザーカットを使用した「着せ替えカバー（1枚）」をプレゼント
- 抽選で5名に書籍本体にメンバーの直筆サイン＆メッセージ＆当選者の名前入りの特典の提供

があった。